# Lai tänav (Pärnu)
La rue large (estonien : Lai tänav) est une rue de Pärnu en Estonie.

## Situation et accès
La rue Lai traverse les quartiers Kesklinn et Eeslinn.
La rue commence à l'intersection des rues Tallinna maantee, Akadeemia tänav et Vee tänav et se dirige d'abord vers l'est puis vers le sud-est.
La rue Lai tänav se termine à l'intersection des rues Vanapargi tänav et Pikk , à partir de laquelle elle est prolongée par la route de Riga.
La longueur de la rue est d'environ 974 mètres.